# Sankt Antönien
Sankt Antönien est une localité et une ancienne commune suisse du canton des Grisons, située dans la région de Prättigau/Davos et la vallée du Prättigau.

## Histoire
La commune de Sankt Antönien est née en 1979 de la fusion des anciennes communes de Castels et Rüti. Le 1er janvier 2007, elles sont rejointes par Sankt Antönien Ascharina.
Le 1er janvier 2016, l'ancienne commune de St Antönien est incorporée dans celle voisine de Luzein dont elle fait depuis partie.